# Vlag van Ee

Vlag van Ee

De vlag van Ee is de dorpsvlag van het Nederlandse dorp Ee, in de Friese gemeente Noardeast-Fryslân. De vlag werd in 1988 geregistreerd.
De dorpsvlaggen van 28 dorpen in Dongeradeel werden op 28 januari 1988 goedgekeurd door de gemeenteraad van de vroegere gemeente Dongeradeel.

## Beschrijving
De beschrijving van de vlag is als volgt:
Blauw, met een witte golvende vluchtschuinbaan van een derde vlaghoogte, in de broektop een omgekeerde afgescheurde witte eenhoornkop van het wapen.
De kleuren zijn afkomstig van het dorpswapen.

## Symboliek

Schuine baan: de golvende baan verwijst naar het riviertje de Zuider Ee waar het dorp zijn naam aan ontleent. De richting van deze baan is overgenomen van het wapen van Oostdongeradeel, de gemeente waar het dorp eertijds tot behoorde.
- Eenhoorn: afkomstig van het wapen van het geslacht Aebinga van Humalda dat nabij het dorp de Humaldastate bewoonde.[4]